# Francesco Gonzaga (bispo de Mântua)
Francesco Gonzaga OFM Obs. (falecido a 2 de março de 1620) foi um prelado católico romano que serviu como bispo de Mântua de 1593 a 1620, núncio apostólico na França de 1596 a 1599, bispo de Pavia em 1593 e bispo de Cefalù de 1587 1593.

## Biografia
Nascido em Gazzuolo, Francesco era filho do Marquês Carlo Gonzaga e Emilia Boschetto; no batismo ele recebeu o nome de Aníbal. Seu pai morreu precocemente e ele foi cuidado por seus tios, o cardeal Ercole Gonzaga e o marquês Ferrante. Aos onze anos foi enviado por seu tio cardeal para Flandres, na corte espanhola, onde continuou seus estudos e exercícios de cavalaria. Da Flandres, seguindo o rei da Espanha, mudou-se primeiro para Toledo e depois para Madrid. Apesar de todas as oposições, tomou o hábito franciscano em 17 de maio de 1562 em Alcalá de Henares, assumindo o nome de Francisco.
Professou no dia de Pentecostes, 29 de maio de 1563, na presença dos príncipes João e Carlos da Áustria, Alessandro Farnese e de numerosos cavaleiros. Após concluir o curso filosófico, foi enviado à Universidade de Alcalá para estudar teologia; ao concluir, foi nomeado pregador, leitor, confessor. Chamado pelo ministro geral, voltou à Itália e se estabeleceu em Mântua. Continuou ensinando, construiu um convento em S. Martino, nas terras da sua família; em 1577 foi nomeado ministro provincial do Vêneto e em 1579 o capítulo geral da Ordem realizado em Paris nomeou-o Ministro Geral: tentou renunciar, mas o núncio apostólico obrigou-o a aceitar.
Em oito anos de governo visitou Itália, França, Espanha, Flandres e Alemanha. Enviou missionários para a China, Filipinas, Brasil, e tratou de questões nos tribunais da França, Espanha e Portugal. Construiu um convento em Bolonha para acolher religiosos polacos que iam estudar na Itália. O Papa Sisto V o tinha na mais alta estima. Em 1587, foi dispensado do cargo e pediu para regressar ao convento de S. Martino; mas em 26 de outubro do mesmo ano foi nomeado bispo de Cefalú, na Sicília.
Recebeu a ordenação episcopal em 15 de novembro de 1587, em Mântua, por Alessandro Andreasi, bispo de Mântua; os co-consagradores foram Giacomo Rovello, bispo de Feltre, e Matteo Brumani, CRSA, bispo titular de Nicomédia.
Em sua diocese, celebrou um sínodo e, em Palermo, participou no parlamento geral e presidiu-o. Implementou as disposições emitidas pelo Concílio de Trento e várias reformas. Em 29 de janeiro de 1593, durante o papado de Clemente VIII, foi nomeado Bispo de Pavia, e logo em seguida, em 30 de abril, foi finalmente nomeado bispo de Mântua e assim permaneceu até sua morte.
Em 10 de maio de 1596, foi nomeado núncio apostólico na França. Foi nomeado núncio do imperador na Alemanha, mas conseguiu evitar a tarefa; foi duas vezes embaixador do Duque de Mântua junto aos Papas Leão XI e Paulo V, por ocasião da sua eleição.
Faleceu com a saúde bastante debilitada. O bispo Francesco Gonzaga foi sepultado na Catedral de Mântua, onde seu túmulo era o destino de peregrinações.

## Sucessão episcopal
Dom Francesco Gonzafa foi o consagrador principal de:
- Bispo Guitard de Ratte (1597).

Também foi o principal co-consagrador de:
- Bispo Juan Corrionero (1589)
- Bispo Jérôme de Langue, OFM Obs. (1593)
- Bispo Carlo Bescapè, B. (1593)
- Bispo François Martinengo, OFM (1600)

## Beatificação
O decreto que introduziu a causa de beatificação foi emitido em 7 de agosto de 1627, concedendo-lhe o título de Servo de Deus. Ele foi declarado Venerável e, em 13 de julho de 1904, a causa de sua beatificação foi reaberta.